# Соколови
 Тази статия е за семейството птици.  За града в Русия вижте Соколови (Саратовска област).  
Соколови (Falconidae) е семейство грабливи птици, единственото в разред Соколоподобни (Falconiformes), наброяващо около 60 вида. Отличават се ястребоподобните по това, че убиват плячката си със своя клюн, а не с ноктите на краката, за което имат характерни подобни на зъби образувания на човката.
Соколовите са дребни до средно големи грабливи птици, като масата им варира от 35 грама при Microhierax fringillarius до 1 735 грама при благородния сокол. Разпространени са по целия свят с изключение на крайните полярни области, най-гъстите гори на Африка и някои изолирани острови в Океания. Те са изцяло месоядни и се хранят с птици, дребни бозайници (включително прилепи, влечуги, насекоми и мърша.

## Класификация
Разред Falconiformes – Соколоподобни
- Семейство Falconidae – Соколови
  - Подсемейство Polyborinae
    - Род Caracara
    - Род Daptrius
    - Род Ibycter
    - Род Micrastur
    - Род Milvago
    - Род Phalcoboenus

  - Подсемейство Falconinae
    - Род Herpetotheres – Присмехулен сокол
    - Род Spiziapteryx – Американски сокол джудже
    - Род Polihierax
    - Род Microhierax
    - Род Falco – Соколи